# ODM
ODM（オーディーエム、英語: Original design manufacturing）は、他社ブランドによる製品を設計・製造すること、またはそうした会社（英語: Original design manufacturer）を指し、相手先ブランドによる設計製造とも訳される。似たような用語OEM（相手先ブランドによる製造またはそうした製造業者）のさらに発展した形態で、独自に設計して製造した製品を他社ブランドで提供することをいう。ODMは近年規模が大きくなり、2015年の時点で、その多くは購入会社によってブランド化された製品の内製と扱う規模を持っている。この状況は、コントラクト・マニュファクチャラー（CM）とは対照的である。
このビジネスモデルは、特に国際貿易で利用され、現地のODMを使用して、労働投入量の少なさ、輸送リンク、市場への近さなど、取引に何らかの利点がある外国企業向けの商品を生産する。ODMによって開発/所有されている革新的技術・特許技術は、この製品流通モデルのもう1つの原因である。ODMモデルは、現地所有法が外国人による資産の直接所有を禁止している可能性がある場合にも使用され、現地企業が国内市場または輸出のいずれかでブランド企業のために生産できるようにしている。
この種のビジネスは「アウトソーシング」の一部といえる。例えば、コンパックは、ノートパソコンとモニターを製造し、多くのブランド企業の大量生産者として運営されており、低人件費、低コストの輸送、および物理的入力（コンピューター部品）の商品に近い性質に支えられている。2011年の時点で、台湾のODMはすべてのノートパソコンの94％を占めている。フレックスやウィストロンなどの一部の企業は、ODMであり、電子機器製造サービスのプロバイダーでもある。ノキアの携帯電話（HMD）は、2016年以降ODMに依存していて、2019年後半には1つのODMのみに依存することから複数のODMに依存するように切り替えている。